# Cairnsichthys rhombosomoides
Cairnsichthys rhombosomoides е вид лъчеперка от семейство Melanotaeniidae. Видът е уязвим и сериозно застрашен от изчезване.

## Разпространение
Разпространен е в Австралия.

## Описание
На дължина достигат до 6,5 cm.